# 1851 en Espagne

## Février
- 9 février : inauguration de la ligne de chemin de fer Madrid-Aranjuez[1].

## Mars
- 16 mars : signature du Concordat entre le Saint-Siège et le Royaume d'Espagne, à Madrid. Il fait du catholicisme la religion d'État et accorde à l'Église le contrôle de l'enseignement et de la presse[2].

## Avril
- 19 avril : traité de paix entre l’Espagne et le sultan de Sulu. En lutte armée contre les missionnaires et les soldats espagnols, les moros finissent par reconnaître la suzeraineté de l’Espagne par un « acte de resoumission[3].

## Mai
- 10 mai : élections générales.

## Sources et références
1. ↑  « Nouvelles extérieures », La Gazette du Languedoc,‎ 18 février 1851, p. 3
2. ↑  Brigitte Journeau, Église et état en Espagne au XIXe siècle: les enjeux du concordat de 1851, Presses Univ. du Septentrion, coll. « Histoire et civilisations », 2002 (ISBN 978-2-85939-714-2)
3. ↑  Kanga Bertin Kouassi, Précis de jurisprudence de la Cour internationale de justice, Publibook, coll. « ÉPU, Éditions Publibook université : droit & sciences politiques Droit Recherches », 2004 (ISBN 978-2-7483-0484-8)